# Chiesa di San Martino (Cana, Roccalbegna)
La chiesa di San Martino si trova a Cana, nel comune di Roccalbegna, in provincia di Grosseto.

## Storia
Citata già nelle nel 1276-1277 ed elevata al rango di pieve nel 1532, è stata ricostruita in forme moderne nel 1970.
Vi si conserva una Madonna del Conforto di gusto beccafumiano, icona assai venerata proveniente dalla vicina chiesa omonima ed in onore della quale ogni primo settembre si celebra una festa popolare.